# صعود سلاحف النينجا المراهقون المتحولون: الفلم
صعود سلاحف النينجا المراهقون المتحولون: الفيلم (بالإنجليزية: Rise of the Teenage Mutant Ninja Turtles: The Movie) هو فيلم رسوم متحركة أبطال خارقين كوميدي أمريكي من إنتاج نيكلوديون أفلام واستوديوهات نكلوديون للرسوم المتحركة، شارك في الفيلم كل من بين شوارتز، عمر بينسون ميلر، براندون سميث، جوش برينر، هالي جويل أوزمنت، كاترينا غراهام وإريك بوذا، صدر الفيلم على منصة نتفليكس في 5 أغسطس 2022.

## روابط خارجية
- مقالات تستعمل روابط فنية بلا صلة مع ويكي بيانات